# Galeana
Galeana is een geslacht van vlinders van de familie uilen (Noctuidae), uit de onderfamilie Cuculliinae.

## Soorten
- G. basilinea Köhler, 1952
- G. midas Köhler, 1979